# A természet ereje – Aszály 2.
A természet ereje – Aszály 2. (eredeti cím: Force of Nature: The Dry 2) 2024-es ausztrál filmthriller, amelyet Robert Connolly írt és rendezett. A 2020-as Aszály című film folytatása, amelynek alapjául Jane Harper 2017-es A természet ereje című regénye szolgált. A főbb szerepekben Eric Bana, Anna Torv, Deborra-Lee Furness, Robin McLeavy, Jacqueline McKenzie, Jeremy Lindsay Taylor éa Richard Roxburgh látható.
A film premierje 2024. január 21-én volt Melbourne-ben. Ausztráliában 2024. február 8-án a mozikban, Magyarország 2024. november 8-án a HBO Max mutatta be.

## Cselekmény
Egy évvel az előző film eseményei után Aaron Falk szövetségi rendőrnyomozó megpróbál további információkat kicsikarni egy pénzmosási tervről az egyik cég alkalmazottjától, Alice Russelltől, aki azonban nem hajlandó újabb információkat közölni vele.
Másnap Alice négy másik alkalmazottal, főnökével, Jill Bailey-vel, gyermekkori barátnőjével, Laurennel, valamint Brianna és Bethany nővérekkel egy vállalati kirándulásra indul. Három nappal később Falk kap egy érthetetlen hívást Alice-től, amely rövid időn belül félbeszakad, majd később Carmen Cooper ügynök kollégája értesíti, hogy Alice túratársai sérülten tértek vissza a kirándulásról, és Alice eltűnt. Azt gyanítják, hogy valami történt vele, mivel ő volt a besúgó, Falk és Cooper gyorsan csatlakozik a kereséshez, hogy megtalálják.
Visszaemlékezésből kiderül, hogy Falk édesanyja is eltűnt ugyanarról a területről egy vele és az apjával közös túrázás során. Miután napokig fáradhatatlanul keresték, a páros végül sérülten és alultápláltan találta meg, de végül nem sokkal később meghalt.
Alice túratársai elárulják, hogy a kirándulás első éjszakáján Jill férje, Daniel, aki a pénzmosásért volt felelős, találkozott a csoporttal, és elvezette Alice-t. Ezt követően Alice kétségbeesetté vált és próbálta hamarabb elhagyni a túrát, még Daniel távozása után is. Brianna, aki egy tölcsérhálós pók csípése miatt került kórházba, elárulta, hogy másnapos állapotában rosszul olvasta a térképet, és emiatt a csoport eltévedt. Miközben megpróbálják követni a folyót hazafelé, a térkép a vízbe esik, és Lauren megsérül. Bethany később bevallja Falknak, hogy korábban drogproblémái voltak, ami miatt börtönbe került, mert a szomszédai feljelentették, amiért drogpénzért eladta a nővére holmiját. Alice emiatt elvesztette a bizalmát iránta.
Ahogy a csoport tovább halad, Jill rájön, hogy Alice látszólag szándékosan rossz irányba tereli a csoportot, és dühös lesz. Másnap a csoport felfedez egy elhagyatott faházat, és úgy döntenek, hogy Alice tiltakozása ellenére ott maradnak éjszakára. Később felfedeznek egy kutya sírját, ami miatt Alice ragaszkodik ahhoz, hogy egy hírhedt sorozatgyilkos vadászterületén lehetnek, aki a kutyájával csalogatta áldozatait, de a csoport elhessegeti a lány félelmét, mivel  megpróbálja rávenni őket, hogy hagyják el a kunyhót. Falk a csoport elbeszéléséből származó, denevérekről szóló részletet felhasználva képes megtalálni a kunyhót, ahol a közelben megtalálja Alice holttestét, és a holttest közelében egy megzavart tölcsérhálós pókhálót fedez fel, ami arra utal, hogy Brianna lehet a tettes. Nyomásra Brianna beismeri, hogy megtalálta Alice holttestét. Mivel Brianna azt hiszi, hogy a nővére Alice gyilkosa, elrejti a holttestet, mert attól fél, hogy Bethany ismét börtönbe kerül. Alice holttestének elrejtésére tett erőfeszítése során Brianna ráesett a tölcsérhálóra. Brianna azt is elárulja, hogy nem a szomszédok jelentették Bethany lopását, hanem ő maga.
Falk közben észreveszi, hogy Lauren és Alice lányai a közelben civakodnak. Arra következtet, hogy Alice lánya évek óta rendszeresen terrorizálta Lauren lányát. Miután szembesíti Laurent a gyanújával, az bevallja, hogy frusztrált amiatt, hogy Alice szemet hunyt a gyermeke zaklatása felett. Ezt követően Lauren szembesítette Alice-t, miközben az megpróbálta felhívni Falkot, aminek következtében a pár összeveszett, Alice pedig elesett és beverte a fejét egy sziklába. Mivel Lauren azt hitte, hogy Alice csak elkábult, visszament a faházba, de mire visszatért, Alice eltűnt, Brianna elmozdította. Falk meggyőzte Laurent, hogy vallja be tettét a rendőrségen, ezért Lauren megpróbál elsétálni a vízeséstől, de megcsúszik és elesik, ami arra készteti Falkot, hogy leugorjon és megmentse őt.
Miközben Briannát és Laurent elkísérik a rendőrök, Bethany bevallja Falknak, hogy Daniel azt hitte, hogy nem Alice, hanem ő a feljelentő, és hogy Alice megpróbálta megvédeni őt. Ezután átadja a pendrive-ot, amely azokat az információkat tartalmazza, amelyeket Falk kért Alice-től. Ennek eredményeként Daniel végre bíróság elé kerül a pénzmosás miatt.

## Szereplők
| Szerep                | Színész                   | Magyar hang         |
| --------------------- | ------------------------- | ------------------- |
| Aaron Falk            | Eric Bana                 | Mészáros Béla       |
| Aaron Falk            | Archie Thomson (fiatalon) | Kovács András Bátor |
| Alice Russell         | Anna Torv                 | Horváth Lili        |
| Jill Bailey           | Deborra-Lee Furness       | Ráckevei Anna       |
| Lauren                | Robin McLeavy             | Bognár Anna         |
| Bethany "Beth"        | Sisi Stringer             | Kanyó Kata          |
| Brianna "Bree"        | Lucy Ansell               | Staub Viktória      |
| Carmen Cooper         | Jacqueline McKenzie       | Kisfalvi Krisztina  |
| Ian Chase             | Tony Briggs               | Barát Attila        |
| Erik Falk             | Jeremy Lindsay Taylor     | Fillár István       |
| Daniel Bailey         | Richard Roxburgh          | Epres Attila        |
| Vince King őrmester   | Kenneth Radley            | Törköly Levente     |
| Jennifer "Jenny" Falk | Ash Ricardo               | Juhász Réka         |
| Margot Russell        | Ingrid Torelli            | Hegedűs Johanna     |
| Rebecca               | Matilda May Pawsey        | Blazsó Regina       |

### Magyar változat
- Magyar szöveg: Kiss Barnabás
- Hangmérnök: Policza Imre
- Gyártásvezető: Újréti Zsuzsa
- Szinkronrendező: Aprics László
- Produkciós vezető: Németh Napsugár

A szinkront a Iyuno Hungary készítette el.

## A film készítése
Az Aszály folytatását, amely Jane Harper 2017-es Force of Nature című regénye alapján készült, 2022-ben jelentették be, és 2022 májusában Victoria államban kezdték el a forgatás. Robert Connolly visszatért a rendezői székbe, Eric Bana pedig újra eljátszotta Aaron Falk szerepét.
A történet a fiktív Giralang Rangesben játszódik, de a filmet a Victoria állambeli Otway Rangesben, a Dandenongsban és a Yarra Valleyben forgatták.
2022 szeptemberében bejelentették, hogy az IFC Films megszerezte a film észak-amerikai forgalmazási jogait (miután az első filmet is forgalmazta).

## Bemutató
A természet ereje – Aszály 2. világpremierje 2024. január 21-én volt Melbourne-ben.
A filmet eredetileg 2023. augusztus 24-én mutatták volna be Ausztráliában, de a bemutatót új megjelenési dátum nélkül elhalasztották szolidaritásból a 2023-as amerikai SAG-AFTRA sztrájk miatt, ami befolyásolta volna a film promócióját. Ausztráliában végül 2024. február 8-án jelent meg.